# Togari - La spada della giustizia
Togari - La spada della giustizia (トガリ?, Togari) è un manga shōnen dell'autore Yoshinori Natsume comparso nel 2000-2002. È stato pubblicato in Italia dalla PlayPress Publishing ora Play Media Company.

## Trama
Il protagonista Tobee, dopo la sua breve vita di 16 anni, finisce all'inferno perché ha commesso molti omicidi; dopo 300 anni in cui ha cercato continuamente di scappare dagli inferi gli viene offerta la possibilità di salvare la propria anima e tornare nel mondo dei vivi e se morirà un'altra volta o scadono i giorni tornerà all'inferno, è per mezzo di una spada di legno chiamata Togari (dal giapponese "cacciatore del male") che ha la capacità di catturare i peccati, che Tobee ha la possibilità di salvarsi, ha 108 giorni per catturare 108 peccati. I peccati sono il male dell'uomo e vengono rappresentati da demoni che entrano in contatto con delle persone, sono invisibili e difendono i peccatori.
Tobee dopo essere tornato sulla Terra incontra già la sua prima preda e salva, catturando il demone, una ragazza che lo ospita a casa sua. Per Tobee, il compito che gli è stato assegnato non è così semplice perché trova il mondo completamente cambiato dopo 300 anni passati all'inferno, entrando in contatto con cose mai viste come le macchine e la televisione. Ma incontra altre difficoltà che deve affrontare, non può fare del male o uccidere persone, perché se lo facesse riceverebbe su lui stesso lo stesso colpo inferto; come seconda cosa, Tobee non può assolutamente commettere o pensare di fare un qualsiasi peccato, perché altrimenti gli verrebbe inflitto un dolore atroce e mortale.

## Personaggi
Tobe (統兵衛?, Tobei)
Tobe è vissuto durante il periodo Edo. Orfano visse per strada e nonostante tutto sopravvisse. Dopo aver ucciso un nobile gli prese il suo documento di identità attestante che egli è Tobe Kihara, ma il suo vero nome è sconosciuto. Tutti quelli a cui va incontro gli hanno detto più e più volte che avrebbe dovuto "solo morire" e "andare all'inferno". Alla tenera età di 16 anni aveva già commesso innumerevoli crimini e per questo fu catturato e decapitato. Dopo la sua morte, Tobe "visse" all'inferno per 300 anni, torturato da Ose, così da poter "pentirsi dei suoi peccati". Tobe ha cercato di fuggire tante volte dall'Inferno ma è stato sempre catturato da Ose. Un giorno gli fu offerto da Lady Ema che se avesse raccolto 108 peccati in 108 giorni sarebbe stato libero.
Itsuki Asagi (浅木いつき?, Asagi Itsuki)
Itsuki è una giovane ragazza che frequenta la scuola superiore il cui padre è stato ucciso quando era ancora una bambina. Odia che l'assassino di suo padre sia ancora in libertà. Si è trasformata in un maschiaccio dopo la morte di suo padre. Itsuki ha un forte senso della giustizia ed è la prima ad ottenere una reazione da Tobe, diversa dalla sete di sangue, semplicemente ringraziandolo per averle salvato la vita (anche se in realtà non intenzionale) dopo che è stata quasi violentata e uccisa da un delinquente.
Ose (オセ?, Ose)
Ose è un Angelo che è stato assegnato alla legione degli inferi per punire i peccatori ed è colui che ha punito Tobe all'Inferno per 100 anni. Gli fu ordinato da Lady Ema a seguire Tobei nel mondo umano come un cane sia per fare farsi riconoscere e sia per riportare la spada Togari se Tobe dovesse fallire. È spesso scambiato da altre persone come l'animale da compagnia di Tobe.
Ema (エマ?, Ema)
Lady Ema è il reggente dell'Inferno. Lei ha offerto la libertà a Tobe dall'inferno se raccoglie 108 peccati in 108 giorni con la spada Togari. Lei supervisiona Tobe e Ose nella Terra come una giovane donna d'affari.
Sawazaki (さわざき?, Sawazaki)
Il detective Sawazaki è un laureato dell'Università di Tokyo. Detective della polizia che ha superato l'esame di prima categoria di dipendente pubblico.
Sospetta di Tobe e segue i casi in cui sono sospettati le persone a cui è stato rimosso il "toga" da Tobe, notando anche che tutte le vittime soffrono di un "trauma psicologico" al momento dell'arresto.